# Charles Vincent
Pour les articles homonymes, voir Charles Vincent (homonymie) et Vincent.
Charles Hubert Vincent, né le 15 avril 1828 à Fontainebleau et mort le 16 août 1888 à Janvry, est un chansonnier, goguettier, romancier, auteur dramatique, journaliste et éditeur français.

## Biographie
Issu d'une famille de quatre générations de perruquiers, il sort de l'école supérieure de Fontainebleau à l'âge de treize ans puis exerce plusieurs métiers. Il est tour à tour clerc de notaire et d'avoué. En 1840, il vient à Paris comme ouvrier tapissier et est ensuite voyageur de commerce.
Pendant la Révolution de 1848, Charles se fait remarquer par des poèmes révolutionnaires, publiés en 1849 sous le titre Album révolutionnaire. Chants démocratiques.
Il s'établit définitivement en 1850 à Paris, et de réunions chantantes en réunions politiques, il vient naturellement vers le journalisme et la chanson. Charles Vincent devient célèbre.
Il est l'auteur de nombreux romans, poèmes et chansons, dont le recueil intitulé Refrains du dimanche (Paris, 1856), écrit en collaboration avec Édouard Plouvier et illustré par Gustave Doré. En 1860, il publie une Histoire de la chaussure et des cordonniers, et plusieurs romans.
Comme journaliste, il collabora au Siècle et fonda Le Moniteur de la cordonnerie, qui payait fréquemment ses rédacteurs en chaussures... La Halle aux cuirs est l'un des premiers journaux techniques de la presse française.
Il créa ou dirigea plusieurs journaux de modes : L'Illustrateur des dames, La Joie du foyer, La Boîte à ouvrage, etc. Il fut un pionnier dans la presse spécialisée et tout lui réussit.
Il est aussi l'auteur de L'Enfant du Tour de France, drame en cinq actes joué en 1857, ainsi que d'un vaudeville, La Crème des domestiques, en 1858.
L'enfant de la Révolution de 1848 fait donc fortune sous le Second Empire mais reste fidèle à la chanson toute sa vie.
En 1878, 1881, 1883 et 1886, il est élu président de la célèbre goguette parisienne du Caveau, quatrième du nom.

## Œuvres partielles
- Album révolutionnaire, Paris, Chez l’auteur, 1849, xvi-71 p., ill. ; 23 cm (OCLC 1405457734, lire en ligne).
- L’Enfant du Tour de France, Paris, Librairie théâtrale, 1857 (OCLC 1404697223, lire en ligne sur Gallica).
- La Crème des domestiques, Paris, 1858.
- Chansons. Mois et Toasts : Précédés d'un Historique du Caveau, Paris, Édouard Dentu, 1882, xliv-353 p., in-16 (OCLC 4945127, lire en ligne).